# Mexikói-öböl
A Mexikói-öböl Észak-Amerika délkeleti partjának nagy öble, melyet a Florida és Yucatán szoros, valamint a Karib-tenger köt össze az Atlanti-óceánnal. Területe 1 550 000 négyzetkilométer, legmélyebb pontja a Mexikói-medencében 5203 m. A partok közelében többnyire sekély, csupán Veracruz és Tampico közelében mélyebb. Főbb kikötői New Orleans (Louisiana), Galveston, Mobile (Alabama), Pensacola, Tampa (Florida) Veracruz (Mexikó) és Havanna (Kuba). Eltekintve a kis folyóktól, amelyeknek torkolatát többnyire zátonyok zárják el, a Mississippi, a Brazos, az Alabama és a Rio Grande ömlenek belé.
A Karib-tengerből a Golf-áramlat folyik az öbölbe és folytatja útját észak felé az Atlanti-óceánba.

## Elnevezése
Mai elnevezése előtt a történelem során az öbölnek sok különböző neve volt. Az aztékok a vizek istennőjéről nevezték el az öbölt, a „Chalchiuhtlicueyecatl” (magyarul: Csalcsiutlikve háza) elnevezést használták, míg a maják a „nahá” (nagy víz) nevet adták neki.
1530-ig az európai térképeken, amelyeken szerepelt az öböl, nem kapott nevet. Hernán Cortés az „észak tengere” nevet adta neki, míg más spanyol felfedezők használták a „Floridai-öböl” és a „Cortés-öböl” elnevezést is. Abraham Ortelius egy 1584-es térképe szintén az észak tengere nevet használta, egyes európai térképek pedig a „Szent Mihály-öböl,” a „Yucatán-öböl” (Golfo de Iucatan) vagy -tenger (Mare Iuchatanicum), a „Nagy-antilláki-öböl” (Sinus Magnus Antillarum) és az „Új-spanyolországi-öböl” elnevezéseket. Volt egy időszak, hogy Új-Spanyolország teljesen körülvette az öblöt.
A Mexikói-öböl név először 1550-ben jelent meg. A 17. század óta ez a név a legnépszerűbb.
2025. január 20-án Donald Trump, az Amerikai Egyesült Államok elnöke aláírta a 14 172. számú rendeletet, amelyben utasította a belügyminisztert, hogy fogadja el az Amerikai-öböl elnevezést, megjelölve az amerikai kontinentális talapzatnak azt a területét, amely „a Mexikóval és Kubával közös tengerparti határig terjed.” Ezt a nevet korábban humorosan használták, többek között a Colbert Reportban 2010-ben, valamint egy szatirikus 2012-es törvénytervezetben, amelyet Steve Holland mississippi törvényhozó készített. Bár a Belügyminisztérium megerősítette, hogy az Amerikai-öböl elnevezés január 24-én lépett hatályba az amerikai szövetségi ügynökségek számára, a változás nemzetközi kontextusban nem érvényes. Ennek megfelelően az öböl hivatalos magyar elnevezése továbbra is Mexikói-öböl. Különböző szervek és médiumok reagáltak a szövetségi intézkedésre, a legtöbbjük megjegyezte, hogy az Öbölre vonatkozó általános használat érvényesül. 2025. február 10. óta a Google Térkép és a Google Föld a készülék helymeghatározási beállításai alapján változtatja az öbölre megjelenített nevet. Tehát az Egyesült Államok területén a „Gulf of America”, a Föld többi részén pedig a „Mexikói-öböl (Amerikai-öböl)” elnevezést jeleníti meg. Az Apple Maps másnap követte a példát.
2025. május 10-én Mexikó beperelte az amerikai Google céget, mert a Google Térkép online szolgáltatásban a Mexikói-öböl nevét „Amerikai-öbölre” változtatták.